# Stefan Ritter (Radsportler)
Stefan Karl Ritter (* 13. Mai 1998 in Edmonton) ist ein ehemaliger kanadischer Radsportler und heutiger Fotograf.  

## Sportlicher Werdegang
Stefan Ritter begann seine Aktivitäten im Radsport mit Cyclocross. So wurde er 2013 kanadischer U17-Meister in dieser Disziplin. Anschließend legte er seinen Schwerpunkt auf den Bahnradsport. 2016 wurde er Junioren-Weltmeister im 1000-Meter-Zeitfahren; im Sprint errang er die Bronzemedaille. Er war der erste Kanadier, der bei Junioren-Weltmeisterschaften im Radsport Gold gewann.
Ebenfalls 2016 belegte Ritter bei den Panamerikameisterschaften in Mexiko jeweils Platz drei im Teamsprint (mit Joel Archambault und Patrice Pivin) und im Zeitfahren. Am 6. Oktober 2016 stellte er bei diesen Meisterschaften mit 1:00,578 Minuten einen neuen Junioren-Weltrekord über 1000 Meter (stehend) auf sowie tags darauf mit 9,738 Sekunden über 200 Meter (fliegend). 2018 wurde er beim Lauf des Weltcups in Minsk Zweiter im Keirin. 
Am 30. August 2018 stürzte Stefan Ritter bei den Panamerikameisterschaften im Keirin-Wettbewerb und erlitt lebensgefährliche Kopfverletzungen. Seine Genesung zog sich über viele Monate hin, und seine aktive Radsportlaufbahn musste er wegen seiner gesundheitlichen Einschränkungen beenden. Er wurde im Januar 2020 im Mattamy National Cycling Centre in Milton während eines Laufs des UCI Track Cycling Nations’ Cup verabschiedet. Ritter ist als Fotograf tätig, sowohl im Radsport wie auch in anderen Bereichen.

## Ehrungen
- City of Edmonton: Salute to Excellence – Individual Sport Performance Award (2015)
- Alberta Sport Connection: Alberta Junior Male Athlete of the Year (2016)
- Cycling Canada: Russ Coupland Award for Outstanding Junior Rider (2016)
- Alberta Bicycle Association: Male Athlete of the Year (2016)
- Pedal Magazine: Best Overall Junior Male Cyclist (2016)
- Canadian Cyclist: Male Canadian Cyclist of the Year People’s Choice Award (2016)
- City of Edmonton: Salute to Excellence – Individual Sport Performance Award (2016)

## Erfolge
2014
- Kanadischer Jugend-Meister – 500-Meter-Zeitfahren

2015
- Kanadischer Junioren-Meister – Sprint, Keirin

2016
- Junioren-Weltmeister – 1000-Meter-Zeitfahren
- Junioren-Weltmeisterschaft – Sprint
- Panamerikameisterschaft – 1000-Meter-Zeitfahren, Teamsprint (mit Joel Archambault und Patrice Pivin)
- Kanadischer Junioren-Meister – Sprint, Keirin, 1000-Meter-Zeitfahren